# Wout van Aert
Wout van Aert (Herentals, 1994. szeptember 15. –) belga profi kerékpárversenyző, jelenleg a Team Jumbo–Visma csapatában teker. Korábban háromszoros cyclo-cross világbajnok, olimpiai ezüstérmes versenyző.

## Pályafutása
Van Aert karrierjét a cyclo-cross szakágban kezdte, ahol nagy sikereket ért el. Első érmét világbajnokságról 2012-ben szerezte, amikor második lett Matthieu van der Poel mögött a junior kategóriában, majd a következő két évben az U23-as kategóriában szerzett egy bronzérmet illetve 2014-ben világbajnok lett. 2015-ben vett részt az első felnőtt világbajnokságán ahol második lett, szintén Van der Poel mögött, majd a rákövetkező években sorozatban háromszor szerezte meg a világbajnoki címet.
Első World Tour csapatába való szerződését megelőzően a Vérandas Willems–Crelan kontinentális csapatában tekert, első tavaszi klasszikusa a 2018-as Strade Bianche volt. Van Aert itt sokáig tartotta magát az első bolyban, végül leszakadt, majd az utolsó emelkedőn elesett, de még így is felfért a dobogóra, harmadik lett. Megnyerte a dán körversenyt, majd az Európa-bajnokság mezőnyversenyén a harmadik helyen végzett.
Az év végén kiderült, hogy csapata összeolvad egy másik kontinentális csapattal, így úgy döntött, hogy felbontja szerződését, és így a tervezettnél egy évvel korábban, 2019-ben igazolta őt le a Team Jumbo–Visma.
Első versenyén új csapatában a Strade Bianchén ismét a harmadik helyen végzett, majd második lett az E3-on és hatodik a Milánó–Sanremon. A Critérium du Dauphiné többnapos versenyén 2 szakaszt is meg tudott nyerni és megnyerte a pontversenyt a verseny végén. Később elindult a Tour de France-on, ahol egy csapatidőfutam-győzelem után a 10. szakaszon is győzeledelmeskedni tudott egy sprintben. A 13. szakaszon, a paui időfutamon azonban van Aert nagyot esett és teljes karrierje veszélybe került lábsérülései miatt. A szezon hátralevő részét ki kellett hagynia és kérdéses volt, hogy a 2020-as tavaszi klasszikusokra felépül-e. Végül decemberben sikeresen el tudott kezdeni edzeni, majd a Covid19 pandémia miatt elhalasztott szezonkezdés miatt sokkal több ideje maradt a rehabilitációra. Emiatt az augusztusra tolódott kezdés miatt már ereje teljében érkezett az első versenyekre és két harmadik helye után meg tudta nyerni Sienában a Strade Bianchét. A következő versenyére egy héttel később került sor, ekkor megszerezte első monumentum győzelmét miután meg is tudta nyerni a Milánó–Samremót. A szeptemberben megrendezett Tour de France-on ismét sikerült megnyernie két szakaszt, mindkettőt sprintben. Később a Gent–Wevelgemen is nagy esélye volt a győzelemre, de végül Matthieu van der Poellal csak egymásra figyeltek és kicsúszott a kezeik közül a győzelem. Az év végén az országútikerékpár-világbajnokságon mindkét fő számra esélyesként érkezett, de végül csupán két ezüstéremmel távozhatott Imolából. A mezőnyversenyen Filippo Ganna bizonyult egyedül gyorsabbnak nála, míg a mezőnyversenyen Julian Alaphilippe solo sikere után a főmezőnyben sikeresen sprintelt a második helyért.

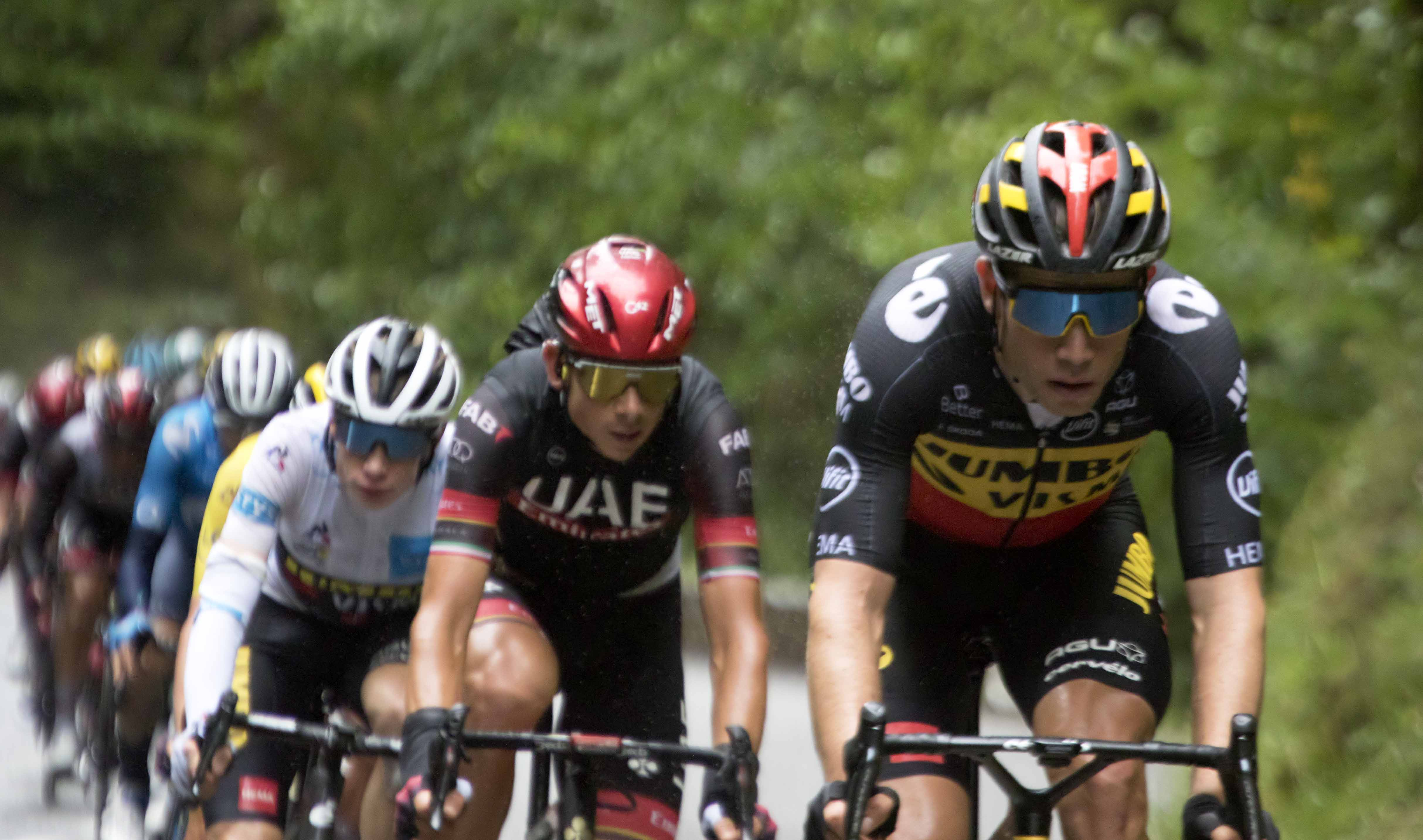
van Aert a 2021-es Tour de France-on

2021-ben a Strade Bianchén a negyedik helyen zárt, viszont később, a Tirreno–Adriatico egyhetesén nyert egy szakaszt és az összetett második helyén zárt Tadej Pogačar mögött. Tavasszal megnyerte a Gent–Wevelgemet, majd célfotóval ugyan, de az Amstel Gold Race-t is az első helyen zárta Tom Pidcock előtt. Nyáron indult a Tour de France-on, ahol három teljesen különböző karakterisztikájú szakaszt is meg tudott nyerni. A 11. szakaszon, mely során kétszer mászták meg a híres Mount Ventoux hegyét, egy hosszú támadás után tudta megnyerni a hegyi etapot. A 20. szakaszon egyéni időfutamban diadalmaskodott, majd az utolsó, 21. szakaszt is megnyerte, amely az ikonikus Champs-Élysées sprintbefutóját foglalta magába.
Az olimpiára is hatalmas esélyesként érkezett, de végül nem tudta beváltani a hozzá fűzött reményeket, hiszen a mezőnyversenyen Richard Carapaz után újfent második lett, míg az időfutamon nem zárt a dobogón. Később a Belgiumban tartott világbajnokságon a hazaiak kedvenceként versenyezhetett, de 2020-hoz hasonlóan az időfutamon szintén Filippo Ganna mögött végzett. A mezőnyversenyen sokáig az első csoportban haladt, de végül nem tudott dobogón zárni.

## Eredmények

### Cyclo-cross
| Bajnokságok             |      |      |      |      |      |      |      |      |
| Verseny                 | 2015 | 2016 | 2017 | 2018 | 2019 | 2020 | 2021 | 2022 |
| Világbajnokság          | 2    | 1    | 1    | 1    | 2    | 4    | 2    | –    |
| Európa-bajnokság        | 2    | 3    | –    | 2    | –    | –    | –    | –    |
| Belga nemzeti bajnokság | 3    | 1    | 1    | 1    | 2    | 5    | 1    | 1    |

### Országúti-kerékpár

#### Többnapos versenyek
| Grand Tourok             |      |      |      |      |      |      |
| Grand Tour               | 2018 | 2019 | 2020 | 2021 | 2022 | 2023 |
| Giro d’Italia            | –    | –    | –    | –    | –    |      |
| Tour de France           | –    | Ki   | 20   | 19   | 22   |      |
| Vuelta ciclista a España | –    | –    | –    | –    |      |      |
| Egyhetesek               |      |      |      |      |      |      |
| Verseny                  | 2018 | 2019 | 2020 | 2021 | 2022 | 2023 |
| Párizs–Nizza             | –    | –    | –    | –    | 32   | –    |
| Tirreno–Adriatico        | –    | –    | –    | 2    | –    | 53   |
| Katalán körverseny       | –    | –    | ×    | –    | –    | –    |
| Baszk körverseny         | –    | –    | ×    | –    | –    |      |
| Tour de Romandie         | –    | –    | ×    | –    | –    |      |
| Critérium du Dauphiné    | –    | 47   | 32   | –    | 49   |      |
| Tour de Suisse           | –    | –    | ×    | –    | –    |      |

#### Egynapos versenyek
| Monumentumok                    |      |      |      |      |      |      |
| Verseny                         | 2018 | 2019 | 2020 | 2021 | 2022 | 2023 |
| Milánó–Sanremo                  | –    | 6    | 1    | 3    | 8    | 3    |
| Flandriai körverseny            | 9    | 14   | 2    | 6    | –    |      |
| Párizs–Roubaix                  | 13   | 22   | ×    | 7    | 2    |      |
| Liège–Bastogne–Liège            | –    | –    | –    | –    | 3    |      |
| Giro di Lombardia               | –    | –    | –    | –    | –    |      |
| Klasszikusok                    |      |      |      |      |      |      |
| Verseny                         | 2018 | 2019 | 2020 | 2021 | 2022 | 2023 |
| Omloop Het Nieuwsblad           | 32   | 13   | 11   | –    | 1    | –    |
| Strade Bianche                  | 3    | 3    | 1    | 4    | –    | –    |
| Gent–Wevelgem                   | 10   | 29   | 8    | 1    | 12   | 2    |
| Amstel Gold Race                | –    | 58   | ×    | 1    | –    |      |
| La Flèche Wallonne              | –    | –    | –    | –    | –    |      |
| Clásica San Sebastián           | –    | –    | ×    | –    | –    |      |
| Grand Prix Cycliste de Québec   | –    | –    | ×    | –    |      |      |
| Grand Prix Cycliste de Montréal | –    | –    | ×    | –    |      |      |

#### Bajnokságok és világversenyek
| Bajnokságok                             |      |      |      |      |      |      |      |      |
| Verseny                                 | 2014 | 2015 | 2016 | 2017 | 2018 | 2019 | 2020 | 2021 |
| Olimpiai játékok – mezőnyverseny        |      |      | –    |      |      |      |      | 2    |
| Olimpiai játékok – időfutam             |      |      | –    |      |      |      |      | 6    |
| Világbajnokság – mezőnyverseny          | –    | –    | –    | –    | –    | –    | 2    | 11   |
| Világbajnokság – időfutam               | –    | –    | –    | –    | –    | –    | 2    | 2    |
| Európa-bajnokság – mezőnyverseny        | –    | –    | –    | –    | 3    | –    | –    | –    |
| Európa-bajnokság – időfutam             | –    | –    | –    | –    | –    | –    | –    | –    |
| Belga nemzeti bajnokság – mezőnyverseny | 63   | 47   | 9    | 60   | 13   | 3    | –    | 1    |
| Belga nemzeti bajnokság – időfutam      | –    | –    | –    | 6    | –    | 1    | 1    | –    |